# Marek Bauer
Marek Bauer (ur. 1974 w Krakowie) – polski naukowiec, doktor nauk inżynieryjno-technicznych w zakresie inżynierii lądowej i transportu. Prorektor Politechniki Krakowskiej.  

## Życiorys[1]
Urodził się w Krakowie w 1974 roku. Absolwent Politechniki Krakowskiej. W 1999 roku uzyskał tytuł magistra na Wydziale Inżynierii Lądowej, na kierunku budownictwo (specjalność: drogi, ulice i autostrady). W 2008 roku na podstawie rozprawy „Wpływ infrastruktury ulic na funkcjonowanie komunikacji autobusowej” uzyskał z wyróżnieniem stopień doktora z nauk technicznych w dyscyplinie budownictwo (specjalność: inżynieria ruchu).  
Od 1999 roku jest zatrudniony w Katedrze Systemów Transportowych. W latach 2016-2020 pełnił funkcję prodziekana Wydziału Inżynierii Lądowej. Od 2020 prorektor ds. studenckich Politechniki Krakowskiej. 
W działalności naukowo-badawczej zajmuje się planowaniem systemów transportowych ze szczególnym uwzględnieniem miejskiego transportu zbiorowego, modelowaniem sieci transportowych, a także problematyką badań jakości transportu zbiorowego oraz badań podróży.   
Członek zespołów zadaniowych powoływanych przez Prezydenta Miasta Krakowa (2014-2018 i 2022-2024), a także uczestnik Okrągłego Stołu Transportowego w Krakowie (2011-2012) i Forum Na Rzecz Czystego Powietrza (2016). 
Laureat nagrody naukowej Ministra Infrastruktury RP (2008). 

## Wybrane publikacje[2]
- Marek Bauer: Comparison of the Results of Different Studies of the Use of Means of Transport in Travel, on the Example of Krakow. Scientific And Technical Conference Transport Systems Theory And Practice. Road Traffic Research, Analysis, and Modeling, 2025. DOI: 10.1007/978-3-031-85751-5_2. ISBN 978-3-031-85750-8. OCLC 10647751468. Brak numerów stron w książce
- Marek Bauer, Naumov Vitalii, Aloshynskyi Yevhen. Sustainable Solutions for Ukrainian Grain Transit Through Poland: Enhancing Terminal Infrastructure. „Sustainability”. 17. 2025. DOI: 10.3390/su17031195. OCLC 10579493702.
- Marek Bauer, Bauer Kinga. Analysis of the Impact of the COVID-19 Pandemic on the Future of Public Transport: Example of Warsaw. „Sustainability”. 14, 2022. DOI: 10.3390/su14127268. OCLC 9532528820.
- Marek Bauer. Possibilities for Enhancement of the Quality of Krakow’s Tram Transport with Tunnel Sections. „Recent Advances in Traffic Engineering for Transport Networks and Systems”, 2018. DOI: 10.1007/978-3-319-64084-6_13. OCLC 7328969992.